# クリストファー・バリオス・ジュニア殺害事件
クリストファー・バリオス・ジュニア殺害事件（クリストファー・バリオス・ジュニアさつがいじけん）は、アメリカ合衆国の6歳の少年クリストファー・マイケル・バリオス・ジュニア（2001年1月2日 – 2007年3月8日）が2007年3月8日にジョージア州ブランズウィックで強姦され、殺害された事件である。
遺体は2007年3月15日に失踪した所から数マイル離れた場所で発見された。

## 裁判
ジョージ、デビッド、ペギー・イーデンフィールドは、クリストファーを誘拐し殺害した罪で起訴された。4番目の人物ドナルド・デールは、当初は証拠隠滅と死体遺棄の罪で起訴されたが、その後、警察に虚偽の供述をしたという軽い罪で罪を認めた。上級裁判所のスティーブン・スカーレット裁判官はこれを受け入れてデールを精神衛生施設へ移し、グリン郡から追放した。ペギー・イーデンフィールドは、夫のデビッドに不利な証言をし、息子のジョージの裁判でも不利な証言をすることに同意した。証言と引き換えに、ペギーは死刑にならない見通しとなった。
デビッド・ホーマー・イーデンフィールド（1948年6月生まれ）の裁判は、2009年9月29日に始まり、2009年10月5日に終わった。検察側は、ビデオに録画されたイーデンフィールドの自白と妻の証言に大きく依存した。また、クリストファーの検死を行った医師ジェイミー・ダウンズは、遺体に見られる外傷の程度や死因についても証言しており、イーデンフィールドの自白はそれを裏付けた。 5日目には最終弁論が始まり、その日の午後には陪審員が審議に入った。10月5日、わずか2時間の審理で陪審員は「すべての訴因について有罪」という評決を下した。10月6日にデビッド・イーデンフィールドは死刑を宣告された。
2010年8月3日、ジョージ・イーデンフィールドは、裁判を受けるには精神的に不適格であると判断され、評価のために州の精神病院に収容された。イーデンフィールドが能力を回復する可能性が高いかどうかは、心理学者など精神衛生の専門家が判断することになる。

## 過去の事件
デビッド・イーデンフィールドは1994年に娘と近親相姦をしたとして起訴され、罪を認めた。彼は10年間の保護観察を言い渡された。ジョージ・イーデンフィールドは、1997年5月に2件の児童虐待の罪で有罪判決を受け、保護観察処分となった。2006年9月、ブランズウィックのダウンタウンにある公園から1,000フィート以内の所に住んでいたことが保護観察違反だとして起訴され、引っ越しを命じられた。クリストファーが誘拐される数日前の2007年3月5日、イーデンフィールドは10年間の保護観察を宣告された。
2006年に、有罪判決を受けた性犯罪者が公園・遊び場・保育施設・学校・教会・プール・スクールバスの停留所から1,000フィート以内に住むことを禁止する州法が通過した。しかし、スクールバスの停留所の規定は、この規定が違憲であると主張する訴訟の判決が出るまで、連邦判事によって阻止された。ジョージ・イーデンフィールドとその家族は、クリストファーが通学に利用していたスクールバスの停留所からわずか数メートルの所に住んでいた。

## ソープ・オペラの写真
2008年10月、ソープネットのドラマ「ゼネラル・ホスピタル：ナイト・シフト」のエピソードにクリストファー・バリオス・ジュニアの写真が登場した。このエピソードでは、俳優のビリー・ディー・ウィリアムスが自分の捨てた息子から手紙と写真を受け取っている。番組のプロデューサーはどのようにしてこの写真を入手したのかわからないと述べ、謝罪を表明した。また、クリストファーに敬意を表して一連の公共広告を放送することを約束した。バリオス家は、ソープ・オペラを放送しているソープネットに対して、プライバシーの侵害を主張して民事訴訟を起こした。